# Parotocinclus amazonensis
Parotocinclus amazonensis (Паротоцинклюс амазонський) — вид риб з роду Parotocinclus родини Лорікарієві ряду сомоподібні.

## Опис
Загальна довжина сягає 2,5 см. Голова доволі широка, трохи сплощена зверху. Очі невеличкі. Задня скронева кістка неперфорована. Тулуб подовжений, приосадкуватий, вкрито кістковими пластинками. На череві пластини нерівно розташовані. Спинний плавець низький, довгий. Грудні та черевні плавці широкі, проте останні поступаються розмірами першим. Жировий плавець відсутній. У самців біля анального плавця присутній генітальний горбок. Хвостовий плавець витягнутий, усічений.
Забарвлення шоколадне з фіолетовим відливом з жовтими цятками та невеличкими лініями на голові, тулубі та плавцях.

## Спосіб життя
Є демерсальною рибою. Воліє до чистої води. Зустрічається у мілководних річках і струмках з піщаним дном. Утворює косяки. Веде денний спосіб життя. Живиться м'якими водоростями, а також личинками комах.
Тривалість життя 4 роки.

## Розповсюдження
Мешкає в середній течії Амазонки.